# Pera (genere)
Pera Mutis  è un genere di piante della famiglia delle Peracee (attribuito in passato alle Euforbiacee).

## Tassonomia
Il genere comprende le seguenti specie:
- Pera androgyna Rizzini
- Pera anisotricha Müll.Arg.
- Pera aperta Croizat
- Pera arborea Mutis
- Pera barbellata Standl.
- Pera benensis Rusby
- Pera bicolor (Klotzsch) Müll.Arg.
- Pera bumeliifolia Griseb.
- Pera citriodora Baill.
- Pera coccinea (Benth.) Müll.Arg.
- Pera colombiana Cardiel
- Pera decipiens (Müll.Arg.) Müll.Arg.
- Pera distichophylla (Mart.) Baill.
- Pera eiteniorum Bigio & Secco
- Pera ekmanii Urb.
- Pera elliptica Rusby
- Pera furfuracea Müll.Arg.
- Pera glabrata (Schott) Poepp. ex Baill.
- Pera glomerata Urb.
- Pera heteranthera (Schrank) I.M.Johnst.
- Pera longipes Britton & P.Wilson
- Pera manausensis Bigio & Secco
- Pera membranacea Leal
- Pera microcarpa Urb.
- Pera oppositifolia Griseb.
- Pera orientensis Borhidi
- Pera ovalifolia Urb.
- Pera pallidifolia Britton & P.Wilson
- Pera polylepis Urb.
- Pera pulchrifolia Ducke
- Pera rubra Leal
- Pera tomentosa (Benth.) Müll.Arg.

## Distribuzione e habitat
Il genere è distribuito nell'America tropicale. Ben otto specie sono endemiche di Cuba.